# Paraeuops singularis
Paraeuops singularis es una especie de coleóptero de la familia Attelabidae.

## Distribución geográfica
Habita en Papúa Nueva Guinea y en Nueva Guinea (Indonesia).